# 陳士奇 (明朝)
陳士奇（？—1644年），字平人，福建漳浦县人。明末政治人物。官至四川巡撫。張獻忠破重慶，不屈而死。

## 生平
好学，有文名，但不知兵事。天啟五年（1625年）進士，授中書舍人。崇禎四年（1631年）授禮部主事，升廣西提學僉事。因父喪丁憂歸里。服闋，起用為重慶兵備，不久改貴州，再督學政。又因母喪丁憂。服闋，起爲贛州兵備參議，進副使，督四川學政。廷臣交相上疏，薦舉士奇知兵。
崇禎十五年（1643年）秋，擢右僉都御史，接替廖大奇，巡撫四川。松潘兵變，聚眾數萬人，士奇諭以禍福，全部就撫。士奇本為文人，好與諸生談兵，朝廷以為其通曉兵事，結果臨戰卻以文墨為事，導致軍政廢弛。女將秦良玉請求分守十三關隘，士奇也置之不理。四川防守堪憂。
崇禎十六年十二月，朝議以其不稱職，命龍文光代之。崇禎十七年（1644年）四月，北京發生甲申之變，大顺李自成入城，崇禎帝自殺。陳士奇本已卸任，聞訊道：「必報國讎。」於是留駐重慶，抗擊張獻忠。二十日，城破，陳士奇與副使陳、知府王行儉、知縣王錫均被執。士奇大罵。敵兵將其縛於教場，方要處決，忽然雷雨大作，咫尺不見。張獻忠仰天道：「我殺人，何與天事！」用大砲向天轟擊。不久，天氣轉晴，於是繼續行刑。士奇罵不絕口而死。《明史》有傳。

## 身後
重庆曾有祭祀陳士奇、王行儉、王錫三人的三忠祠。